# José Félix Lafaurie
José Félix Lafaurie Rivera (Villanueva, La Guajira, 1958) es un empresario, ganadero, ingeniero civil y político colombiano.
Es presidente ejecutivo de la Federación Colombiana de Ganaderos (Fedegán) desde agosto de 2004. 
Es ingeniero civil, egresado de la Universidad Javeriana de Colombia con maestría en economía. Está casado con la senadora María Fernanda Cabal y tienen cuatro hijos. Se ha desempeñado como viceministro de Agricultura, vicecontralor de la República y superintendente de Notariado y Registro .
El 17 de noviembre de 2022, durante el 39 Congreso Nacional de Ganaderos, fue invitado por el presidente de la República, Gustavo Petro, para ser integrante del equipo negociador de paz con el grupo subversivo Ejército de Liberación Nacional (ELN).

## Biografía
José Félix Lafaurie es hijo de José Vicente Lafaurie Acosta. Su padre era ingeniero agrónomo oriundo de Villanueva, fue pionero en la siembra de algodón, gobernador y senador de la República por La Guajira. Está casado con María Fernanda Cabal, senadora de la República por el Centro Democrático. Estudió ingeniería civil e hizo una maestría en economía en la Universidad Javeriana. Tiene una carrera en la que ha alternado los sectores público y privado.

### Trayectoria pública
Empezó su carrera política cuando a los 22 años fue elegido diputado en el Cesar. Fue gerente departamental de Seguro Social a principios de la década de 1980, presidente de la Cámara de Comercio de Valledupar y Director de la Car del Cesar, Corpocesar. Al tiempo, desarrolló sus negocios como algodonero, empresario inmobiliario y posteriormente ganadero. Como empresario algodonero fomentó la creación de Corpocesar, que vio la luz en 1983. En 1991 fue uno de los conservadores que llamó Álvaro Gómez Hurtado para ayudarle a reforzar políticamente el Movimiento de Salvación Nacional, la disidencia conservadora que dirigía Gómez, para las elecciones legislativas de ese año. Lafaurie fue coordinador político del MSN hasta que fue nombrado viceministro de Agricultura de María del Rosario Sintes. Tras pocos meses en el cargo renunció.
Fue director de la revista Síntesis Económica, fundada por Álvaro y Enrique Gómez Hurtado en 1975. En 1992 Lafaurie, María del Rosario Sintes, Juan Manuel Ospina y otros inversionistas compraron el 60 por ciento de la revista. En 1993 formó parte del equipo que acompañó al exministro alvarista Rodrigo Marín Bernal en su aspiración presidencial.
En 1998 formó parte de la campaña de Noemí Sanín. Después de las elecciones, el contralor Carlos Ossa lo nombró como su vicecontralor, cargo que mantuvo hasta el 2001, cuando se terminó el período de Ossa.
En el sector privado ejerció la Presidencia de la Promotora Iberoamericana de Investigaciones y Desarrollo de Mercados , fue gerente fundador de la Financiera e Inmobiliaria Cóndor del Cesar y Gerente General de las empresas: Promotora Club El Nogal, Constructora Fersacon, Consorcio Técnico Ltda. y de la Promotora de Construcciones Ltda. Así mismo, ejerció la dirección de Síntesis Económica, primera revista especializada en el análisis de la Economía Colombiana y la Vicepresidencia Comercial de C. I. Royal Trading S. A. Empresa especializada en soluciones con productos de polipropileno estruzado.
Ha militado en el Partido Conservador. Desde Fedegán celebró cuando la Corte Constitucional permitió la reelección de Uribe en 2006, y también apoyó su reelección en el 2010. Ya que la Corte no permitió que el expresidente se volviera a lanzar, Lafaurie pasó a trabajar en el comité de Seguridad y Defensa en la campaña presidencial de Andrés Felipe Arias.

### Vicecontralor general de la República
Ocupó el cargo de vicecontralor general de la República desde octubre de 1998 hasta octubre de 2002. En ese período desarrolló entre otros, un proceso de transformación de la Contraloría General de la República enmarcado en las tecnologías de la información y las comunicaciones denominado e-control, y el Sistema de Información para la Vigilancia de la Contratación Estatal (SICE) como respuesta institucional contra la corrupción.

### Superintendente de Notariado y Registro
En 2002, al empezar el gobierno de Álvaro Uribe, Lafaurie fue nombrado Superintendente de Notariado y Registro. A su paso por la Superintendencia de Notariado y Registro, orientó un plan de modernización tecnológica que interconectó a más de 192 bases de datos fraccionadas de las notarías del país. Fue invitado a presentar dicho programa en el Congreso Mundial de Notarios en París en el 2003. En la Superintendencia estuvo dos años, hasta julio de 2004, cuando pasó a ser presidente ejecutivo de la Federación Colombiana de Ganaderos (FEDEGAN). 
En 2004 salió de la Superintendencia después de que la Procuraduría lo sancionó por tráfico de influencias. Lafaurie demandó esta decisión ante el Consejo de Estado, que respaldó la decisión de la Procuraduría. Luego Lafaurie tuteló la decisión del Consejo ante la Corte Constitucional, que resolvió la Corte respaldó la decisión del Consejo de Estado.
Lafaurie Rivera fue absuelto por la Procuraduría General de la Nación luego de haber sido mencionado por Yidis Medina entre los funcionarios del gobierno que buscaron convencerla de cambiar su voto a favor de la reelección. La medida también cobijó a varios servidores públicos, entre los cuales estaban el exministro del Interior, Sabas Pretelt de la Vega y el ministro de Protección Social, Diego Palacio.
Ha militado en el Partido Conservador. Desde Fedegán celebró cuando la Corte Constitucional permitió la reelección de Uribe en 2006, y también apoyó su reelección en el 2010. Ya que la Corte no permitió que el expresidente se volviera a lanzar, Lafaurie pasó a trabajar en el comité de Seguridad y Defensa en la campaña presidencial de Andrés Felipe Arias.

### Federación Colombiana de Ganaderos (FEDEGÁN)
Fue nombrado por la Junta Directiva de Fedegán como presidente ejecutivo en agosto de 2004, cargo que aún ejerce. Lafaurie Rivera se ha empeñado en la modernización de la ganadería colombiana a través de iniciativas como Ganadería Colombiana Sostenible, el Programa de Mejoramiento Genético Embriogán, las campañas sanitarias que lleva a cabo Fedegán, el Fondo Nacional del Ganado y el ICA y múltiples convenios con entidades nacionales e internacionales.
El Programa Ganadería Colombiana Sostenible (GCS) fue diseñado por una alianza entre el Fondo para el Medio Ambiente Global –GEF, el gobierno del Reino Unido, la Federación Colombiana de Ganaderos –FEDEGAN, The Nature Conservancy -TNC, Fundación Centro para la Investigación en Sistemas Sostenibles de Producción Agropecuaria -CIPAV y el Fondo para la Acción Ambiental -FA, bajo la supervisión del Banco Mundial.
Esta iniciativa se llevó a cabo en 87 municipios de 12 departamentos colombianos agrupados en cinco regiones: Bajo Magdalena (Atlántico y Bolívar), Valle del río Cesar (Cesar y La Guajira), Boyacá y Santander, Ecorregión Cafetera (Caldas, Quindío, Risaralda, Tolima, Valle del Cauca) y Piedemonte del Orinoco (Meta). Fueron más de 4100 fincas beneficiadas que abarcan cerca de 160.000 hectáreas.
Desde que empezó la ejecución de este importante proyecto, los productores pecuarios que transformaron sus fincas bajo esquemas de ganadería sostenible han sembrado 3,8 millones de árboles. Esto les ha permitido triplicar su producción lechera y al mismo tiempo contribuir en la mitigación del cambio climático en Colombia. 

## Obras y publicaciones
- Una Contraloría con Opinión 1998-2000, 2000 y 2002 en donde recopila artículos publicados en su columna semanal sobre temas macroeconómicos, medio ambiente, servicios públicos, construcción y vivienda, política monetaria y cambiaria, corrupción y control fiscal, entre otros.[12]
- Y nos quedaron debiendo, entre la presión de las armas y el mandato en las urnas.
- La paz, dos versiones enfrentadas. Este libro reúne dos visiones enfrentadas sobre el proceso de paz que adelantó el gobierno Santos. Una versión estuvo a cargo de José Félix Lafaurie y la otra la plasmó Roy Barreras. Cada autor presentó sus argumentos de por qué está a favor en contra.
- El pensamiento económico y social de FEDEGÁN. Es un compendio de las columnas de opinión que ha redactado desde hace varios años y en donde se refiere a temáticas económicas, sociales y políticas.
- Participó en el libro titulado El control del futuro, con el estudio denominado La Contraloría General de la República, vehículo de transformación del país, en el cual sustentó tres aspectos relevantes y de gran importancia para el futuro de la CGR y del país. Ellos son: el Plan de Modernización de la CGR, el Sistema de Información de la Contratación Estatal (SICE) y el Plan Estratégico de la CGR.
- Cambio fortalecimiento institucional & modernización tecnológica[13]
- Cuenta única notarial[14]
- Cuenta única notarial[15]
- Reparto de minutas de escrituras públicas[16]
- Las Nuevas Tecnologías y la Fe Pública Notarial[17]
- Las Nuevas Tecnologías y la Fe Pública Notarial[18]

Adicionalmente ha escrito documentos especiales sobre: el UPAC, UVR, las cámaras de comercio, control fiscal, control interno, finanzas públicas y algodón. Además, durante más de dos décadas ha sido columnista de los principales medios de comunicación del país.
Como integrante de la Delegación de Paz del Gobierno Nacional en las negociaciones con el ELN, Lafaurie Rivera ha publicado columnas de opinión en donde se ha referido a la importancia de los diálogos y han sido ampliamente comentadas por los líderes de la opinión pública del país: